# Семёновский (Кировская область)
 Семёновский  — опустевший железнодорожный разъезд в Шабалинском районе Кировской области. Входит в состав Ленинского городского поселения.

## География
Расположен на расстоянии примерно 10 км по прямой на восток от райцентра поселка Ленинское у железнодорожной линии Свеча-Котельнич.

## История
Был известен с 1926 года как разъезд №64 Северной железной дороги с 7 хозяйствами и 15 жителями, в 1950 хозяйств 11 и жителей 52. С 1978 современное название, в 1989 году 10 жителей .

## Население
Постоянное население составляло 4 человека (русские 100%) в 2002 году, 0 в 2010.